# Kriminalteknik

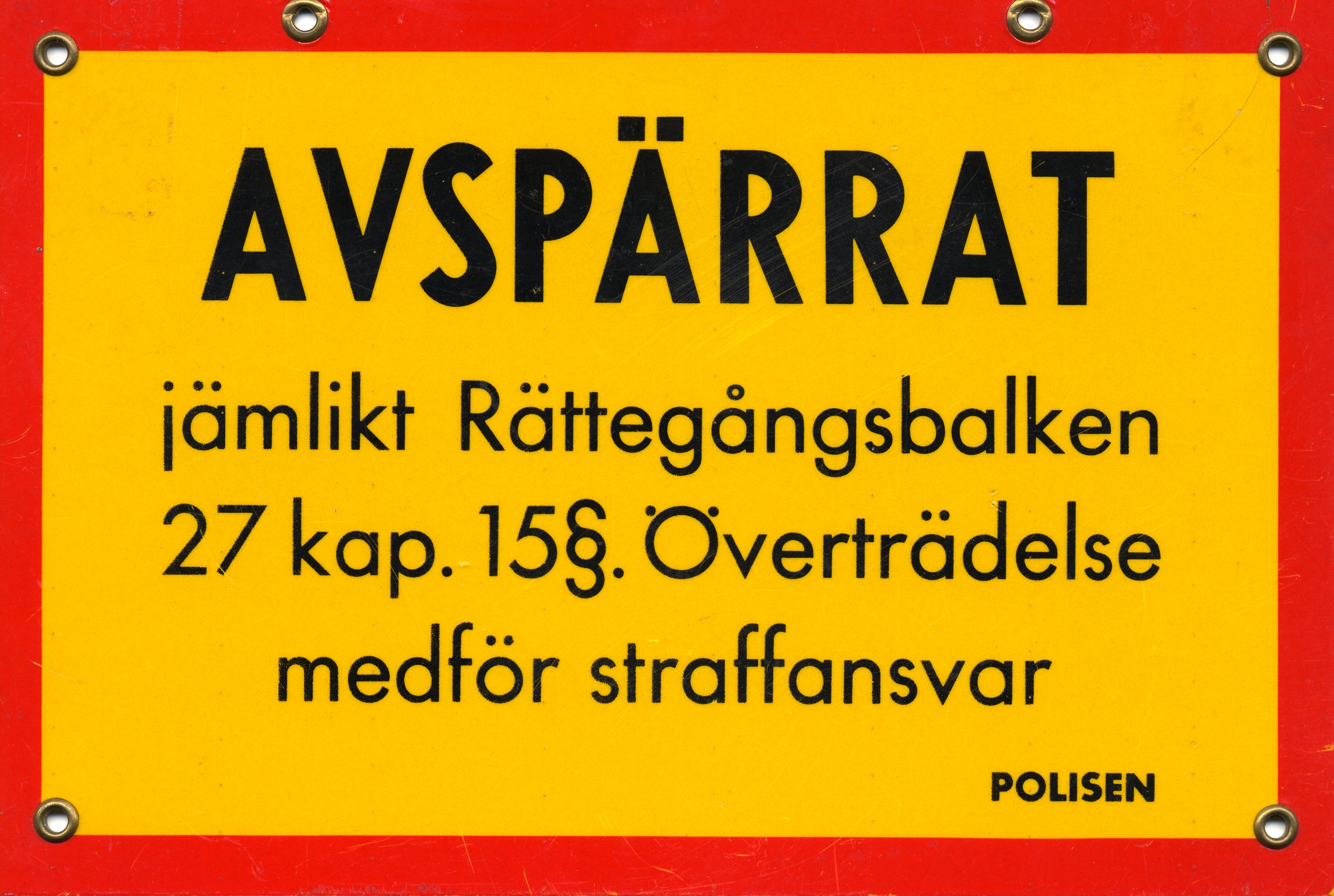
Avspärrningsskylt för brottsplats i Sverige.

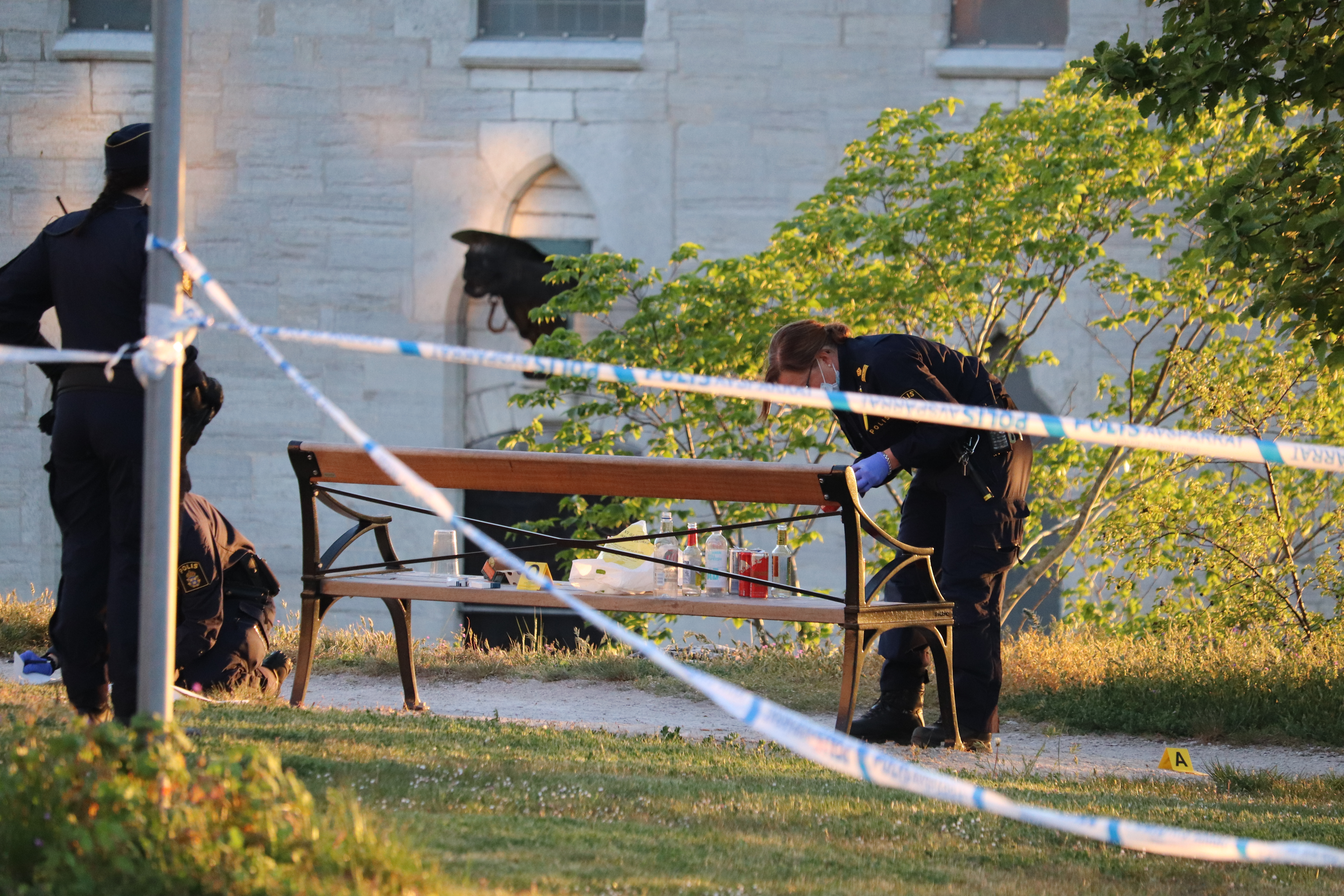
Kriminaltekniker utför en brottsplatsundersökning.

Kriminalteknik, även forensik, är den sammanfattande benämningen av de tekniska undersökningsmetoder som används av polisen i samband med brottsundersökningar. I denna del av brottsbekämpningen är naturvetenskapliga arbetsmetoder och analysmetoder i centrum.

## Områden
Rubriken kriminalteknik rymmer många olika avdelningar och yrken, bland annat:
- fingeravtryck - inkl. skoavtryck, däckspår, mm (sorteras in under identifikation)
- kriminallab - inkl serologi (gruppering av kroppsvätskor), DNA-testning (sorteras in under identifikation)
- grafologi, dvs analys av handstil, förfalskade dokument, mm
- rättspsykiatri
- ballistik - inkl. identifiering av vapen
- rättsmedicin
- toxikologi
- brandtekniker
- rättsantropologi
- bildbehandling - inkl. kontroll av övervakningskameror, mm
- IT-forensiker
- rättsarkivarie
- gärningsmannaprofilering
- brottsplatsundersökare - inkl. insamlande av spår, analys, slutsatser på brottsplatsen, mm

Förutom de strikt vetenskapliga disciplinerna finns ett antal områden som ändå betraktas som en del av kriminalteknik: förhörsteknik, vittnespsykologi, etc.